# ليسوم أملس الورق
ليسوم أملس الورق (الاسم العلمي: Illicium leiophyllum) هو نوع نباتي يتبع جنس الليسوم من فصيلة الشزندرية.